# The Man (The Killers)
The Man è un singolo del gruppo rock statunitense The Killers, pubblicato nel 2017 ed estratto dall'album Wonderful Wonderful.

## Descrizione
Il brano è costruito su un sample tratto da Spirit of the Boogie di Kool & The Gang (1975).

## Video musicale
Il video musicale è stato girato a Las Vegas ed è stato diretto da Tim Mattia.

## Tracce
1. The Man – 4:08

## Formazione
- Brandon Flowers – voce, tastiera
- Mark Stoermer – basso, chitarra
- Ronnie Vannucci – batteria, percussioni
- Erol Alkan – programmazione, tastiere, percussioni, sintetizzatore
- Justin Diaz, Nina Fechner, Becca Marie – voci